# Iwona Rulewicz
Iwona Rulewicz (ur. 30 kwietnia 1959) – polska aktorka teatralna, filmowa i dubbingowa.
W roku 1982 ukończyła studia na PWST w Warszawie. 10 grudnia tego roku, zadebiutowała w Teatrze Współczesnym w Szczecinie rolą damy w Operetce Witolda Gombrowicza w reżyserii Ryszarda Majora.

## Filmografia
- 1969: Piąta rano jako siostra Joanny i Katarzyny
- 1983: Planeta krawiec jako pielęgniarka
- 1987: Brawo mistrzu jako recepcjonistka w „Turystycznym”
- 1987: 07 zgłoś się jako urzędniczka w wypożyczalni samochodów „Orbisu” (odc. 21)
- 1991: Pogranicze w ogniu jako Truda Patschek (odc. 11)
- 1995: Sukces... jako żona Aleksandra grająca na korcie z prezesem Morawskim (odc. 6)
- 1995: Dwa światy jako Tark (odc. 9, 10 i 14)
- 1997: Taekwondo jako Magda, siostra Joli
- 1997: W krainie Władcy Smoków jako Leila
- 1999: Miodowe lata jako głos aktorki (odc. 28)
- 1999: 4 w 1 jako kobieta
- 1999–2000: Czułość i kłamstwa jako Barbara Krajewska, psychicznie chora matka Pauliny
- 2000: 13 posterunek 2 jako kobieta (odc. 25)
- 2001: Miodowe lata jako sekretarka Basia (odc. 92)
- 2002: Buła i spóła jako zakonnica (odc. 44)
- 2003: Tygrysy Europy jako manikiurzystka Mariola, kandydatka na żonę Huberta
- 2004: Na dobre i na złe jako Ala Barska, matka Sandry (odc. 182)
- 2005: M jak miłość jako farmaceutka (odc. 310)
- 2005: Lokatorzy jako Halina Podsiadło, przełożona Poli (odc. 218)
- 2006: U fryzjera jako klientka Laury (odc. 10)
- 2008: Niania jako pani Kornatowska (odc. 106)
- 2008: Daleko od noszy jako pacjentka (odc. 164)
- 2008: BrzydUla jako lekarka (odc. 87 i 88)
- 2009: Synowie jako Marysia Bucięta, koleżanka z klasy Romana (odc. 8)
- 2010: Usta usta jako przedszkolanka Basia (odc. 2)
- 2011: Siła wyższa jako nauczycielka (odc. 11)
- 2011–2012, 2014: Ranczo jako Wargaczowa
- 2012: Prawo Agaty jako biegła psychiatra (odc. 26)
- 2012: M jak miłość jako Alicja, znajoma Budzyńskiej (odc. 967)
- 2015: Na dobre i na złe jako Joanna Gabryś, opiekunka Matyldy Smudy (odc. 604 i 606)
- 2018: Leśniczówka jako Zofia Rudomirska (odc. 52, 53 i 54)
- 2019: Gabinet numer 5 jako Borucka, matka Agaty (odc. 9)

## Polski dubbing
- 2016: Pokémon: Słońce i Księżyc – Misty
- 2016: Batman v Superman: Świt sprawiedliwości – Martha Kent
- 2015: Heroes of the Storm – Li-Ming
- 2012: Diablo III – czarodziejka
- 2012: XCOM: Enemy Unknown – dr Vahlen
- 2012: Resistance: Burning Skies – cywil
- 2012: Littlest Pet Shop – Anna Twombly
- 2011: The Elder Scrolls V: Skyrim – Ruki
- 2010: Shrek Forever
- 2010: Mass Effect 2 – klientka
- 2010: Tytan Symbionik – Kimmy
- 2010: Pokémon: Czerń i biel – Misty
- 2010-2006: H2O – wystarczy kropla –
  - Pani Geddes (seria I),
  - Rikki Chadwick (seria III)
- 2009: Ola i jej zoo –
  - Koko,
  - Klara
- 2009: Dragon Age: Początek –
  - Demon Pożądania,
  - Ashalle,
  - Allison,
  - elfka z Ostagaru,
  - kelnerka,
  - Elora,
  - adeptka kręgu,
  - Erlina
- 2008: Podróże na burzowej chmurze
- 2008: Age of Conan: Hyborian Adventures – Lu Zhi
- 2008: Wujku, nie jesteś sam – pielęgniarka
- 2007: Hallo, tu Hania! – Ellen
- 2007: SamSam – mama
- 2007: Mamuśki – Głos kobiety
- 2006: Romeo i Julia: Złączeni pocałunkiem – Rybka Kiss
- 2006: Power Rangers: Mistyczna moc – Necrolai
- 2006: Galactik Football – Cally Mystie
- 2006: Kapitan Flamingo – Kirsten (seria II)
- 2006: Happy Feet: Tupot małych stóp – Norma Jean
- 2005: Ufolągi – Mama Swanky’ego (I seria)
- 2005: Harcerz Lazlo –
  - Amber (seria druga),
  - Lemuel (seria druga)
- 2005: Spadkobiercy tytanów –
  - Afrodyta,
  - Kalipso (odc. 15),
  - Hekate (odc. 8)
- 2005: Tom i Jerry: Misja na Marsa
- 2004: Wybraniec smoka – Kitt Wonn
- 2004–2007: Klub Winx – Musa
- 2004: Barbie jako księżniczka i żebraczka – Bertie
- 2004: Tom
- 2004: Terminal
- 2004: Małgosia i buciki
- 2004: Wygraj randkę
- 2004: Opowieści z Kręciołkowa
- 2004: Shrek 2 – jedna z wieśniaczek, która znalazła Shreka jako człowieka w stodole
- 2004: Żony ze Stepford
- 2004: Power Rangers Dino Grzmot –
  - Aisha Campbell,
  - Ashley Hammond,
  - Jennifer Scotts,
  - Alyssa Enrile,
  - Marah,
  - Cassidy Cornell
- 2004: Świątynia pierwotnego zła – Paida
- 2003: Tutenstein
- 2003: Power Rangers Ninja Storm – Kapri
- 2003: Wojownicze Żółwie Ninja –
  - Karai,
  - Angel (odc. 8, 66),
  - Tyler (odc. 24),
  - mama Tylera (odc. 24),
  - głos komputera TCRI (odc. 25-26),
  - jeden z ochroniarzy w TCRI (odc. 26),
  - jeden z Utromsów (odc. 26),
  - reporterka TV (odc. 37, 43, 54, 60),
  - Sydney (odc. 39),
  - Ananda (odc. 48, 55),
  - chłopiec (odc. 53),
  - pani Morrison (odc. 60),
  - pani Jones (odc. 62),
  - pielęgniarka (odc. 62),
  - policjantka (odc. 63),
  - mama Danny’ego (odc. 65),
  - Versallia (odc. 68)
  - alternatywna Karai (odc. 73)
- 2003: O rety! Psoty Dudusia Wesołka
- 2003: Zapłata
- 2003: Baśniowy świat 3
- 2003–2006: Świat Raven
- 2003: Kot
- 2003: Old School: Niezaliczona
- 2003–2004: Megas XLR –
  - Pulsar (odc. 14),
  - Mama Knupa (odc. 16)
- 2002–2008: Kryptonim: Klan na drzewie – reporterka (M.I.N.I.G.O.L.F.)
- 2002–2004: Pan Andersen opowiada
- 2002: Tego już za wiele
- 2002: Złap mnie, jeśli potrafisz
- 2002: Owocowe ludki
- 2001–2004: Samuraj Jack – kobieta (odc. 15)
- 2001–2004: Medabots
- 2001: Ach, ten Andy! – Teri
- 2001: Spirited Away: W krainie bogów
- 2001: Noddy
- 2001: Pokémon 3: Zaklęcie Unown – Misty
- 2000–2006: Hamtaro – wielkie przygody małych chomików – mama Laury
- 2000−2003: X-Men: Ewolucja –
  - Jubilee (Jubilation Lee),
  - Magma (Amara Aquilla)
- 2000–2004: Yu-Gi-Oh! – Téa Gardner
- 2000–2001: Baldur’s Gate 2 – Imoen
- 1999: Jak Gyom został starszym Panem w Czternaście bajek z Królestwa Lailonii Leszka Kołakowskiego – Mek-Mek
- 1999: Muppety z kosmosu
- 1999–2001: Batman przyszłości
- 1999: Pokémon: Film pierwszy – Zemsta Mewtwo – Misty
- 1999–2001: Dzieciaki z klasy 402
- 1999–2010: Baśnie Braci Grimm: Simsala Grimm – Księżniczka (odc. 6)
- 1998-2005: Atomówki –
  - Seduza (Dobromiła),
  - Sara Bellum (niektóre odcinki)
  - Jedna z grupy hipisów broniących Mojojojo
- 1998−1999: Zły pies
- 1998: Przygody Kuby Guzika – Odilis
- 1998: Eerie, Indiana: Inny wymiar
- 1998: Teknoman – Sara
- 1998: Sztruksik – mama
- 1998: Rodzina Addamsów: Zjazd rodzinny
- 1998: Życzenie wigilijne Richiego Richa
- 1997–2004: Johnny Bravo
- 1997: Polowanie na mysz
- 1997: Pokémon – Misty
- 1996−2003: Laboratorium Dextera – Liza, nastolatka wynajęta jako niania Dextera i Dee Dee
- 1996–1997: Prawdziwe przygody Jonny’ego Questa – Jessie
- 1996–1998: Mała księga dżungli – Trąbeczka
- 1996: Kopciuszek
- 1995–1996: Maska –
  - Vilet,
  - Davida
- 1995: Księżniczka Tenko
- 1994–1998: Świat według Ludwiczka – Jeannie Harper (III seria)
- 1994: Asterix podbija Amerykę – Indianka Etishu
- 1994: Patrol Jin Jina
- 1994: Skoś trawnik tato, a dostaniesz deser
- 1993: Podróż do serca świata – Marie
- 1993: Huckleberry Finn
- 1992–1997: Kot Ik! –
  - Kosmocizia,
  - Mama Vanny
- 1992–1993: Rodzina Addamsów
- 1992: Nowe podróże Guliwera
- 1991–1993: Powrót do przyszłości
- 1991–1992: Dzielny Agent Kaczor – księżniczka Roparabii
- 1991–1992: Eerie, Indiana
- 1991: Powrót króla rock and „rulla” – mama
- 1990–1994: Super Baloo – Kate, archeolog szukająca miasto Tinabula
- 1990: Pinokio
- 1990: Filiputki
- 1990: Piotruś Pan i piraci – Wanda
- 1990: Muminki – 
  - Nini
  - Nana
  - Kleopatra
- 1989–1992: Karmelowy obóz – Siostra Molly
- 1988: Scooby Doo: Szkoła upiorów
- 1988: Złych czterech i pies Huckleberry – żona Wodza
- 1987–1990: Kacze opowieści (nowa wersja dubbingowana) –
  - Szeherezwada (odc. 59)
  - dziewczyna pomagająca Kaczogrodzianom (odc. 62)
- 1987: Dennis Rozrabiaka – Alice Mitchell
- 1987: Diplodo – Kuba
- 1987: Leśna rodzina
- 1986-1988: Dennis Rozrabiaka – Joey McDonald
- 1985–1991: Gumisie – Księżniczka Kala
- 1984–1987: Łebski Harry – Sonia
- 1984–1985: Tęczowa kraina
- 1983–1985: Malusińscy
- 1977–1980: Kapitan Grotman i Aniołkolatki – Dee Dee Sykes
- 1976–1978: Scooby Doo
- 1965: Pinokio w kosmosie